# Faimbe
Faimbe település Franciaországban, Doubs megyében. Lakosainak száma 100 fő (2022. január 1.). Faimbe Bretigney, Montenois és Onans községekkel határos.

## Népesség
A település népességének változása:
| Lakosok száma | 52   | 69   | 95   | 107  | 109  | 110  | 107  | 100  | 99   | 100  |
|               | 1968 | 1982 | 1990 | 2006 | 2013 | 2015 | 2017 | 2019 | 2020 | 2022 |